# 진남역
진남역(Chinam station, 鎭南驛)은 경상북도 문경시 마성면에 있는 문경선의 신호소이다. 과거에는 가은선의 분기역이었으나 현재 해당 노선은 폐지되었다.
1995년부터 지금까지 영업이 중지된 상태이다. 2004년부터 문경관광진흥공단의 관할 하에 관광사업의 일환으로 구랑리역 [Kurangri]방면 철로자전거가 운영되고 있다.

## 역사
- 1969년 2월 21일 : 신호소로 영업 개시[1]
- 1968년 11월 5일 : 역사 준공
- 1995년 4월 1일 : 영업 중지[2]
- 2004년 3월 31일 : 가은선 폐지